# Aucula magnifica
Aucula magnifica là một loài bướm đêm trong họ Noctuidae.